# Me and U
Singles de Cassie
Long Way 2 Go
(2006)
Pistes de Cassie
Long Way 2 Go
(2)
Me and U est une chanson de l'artiste américaine Cassie sortie le 26 avril 2006. 1er single extrait de son premier album studio éponyme Cassie (2006), la chanson est écrite et produite par Ryan Leslie. Le single atteint la 3e place du classement américain Billboard Hot 100 et reste dans le top 40 durant presque 5 mois. Le 14 décembre 2006, le single est certifié disque de platine par le Recording Industry Association of America (RIAA).
Me and U a rencontré un grand succès à travers le monde, le single se classe dans le top 10 en Finlande, en France, en Irlande, en Nouvelle-Zélande, en Suède, au Royaume-Uni, aux États-Unis et en Europe.
Le remix de Me and U : "Bad Boy" remix avec la participation de Sean "Diddy" Combs et Yung Joc. La version "The Inc" remix est en collaboration avec Ja Rule et Harry-O. Cette musique a été extraite dans le jeu vidéo GTA-like Saints Row 2.

## Remixes
- "Me and U" (Bad Boy Remix) features Sean "Diddy" Combs and Yung Joc
- "Me and U" (NextSelection Remix) features Ryan Leslie and has a different instrumental
- "Me and U" (The Inc Remix) features Ja Rule and Harry-O
- "Me and U" (Remix) features Ray-J
- "Me and U" (Reggaeton Remix) features Hector "El Father"
- "Me and U" (Siik Remix) is a mash-up with Ratatat's "Crips" off the album Ratatat
- "Me and U" (Remix) Featuring Trey Songz
- "Me and U" (Remix) Featuring Booba

## Classement par pays
| Classement (2006)                       | Meilleure position |
| --------------------------------------- | ------------------ |
| Australie (ARIA)                        | 12                 |
| Autriche (Ö3 Austria Top 40)            | 34                 |
| Belgique (Flandre Ultratop 50 Singles)  | 16                 |
| Belgique (Wallonie Ultratop 50 Singles) | 15                 |
| Danemark (Tracklisten)                  | 17                 |
| Europe (Hot 100)                        | 9                  |
| Finlande (Suomen virallinen lista)      | 4                  |
| France (SNEP)                           | 8                  |
| Allemagne (Media Control AG)            | 12                 |
| Irlande (IRMA)                          | 9                  |
| Pays-Bas (Single Top 100)               | 47                 |
| Nouvelle-Zélande (RMNZ)                 | 4                  |
| Suède (Sverigetopplistan)               | 2                  |
| Suisse (Schweizer Hitparade)            | 11                 |
| Royaume-Uni (UK Singles Chart)          | 6                  |
| États-Unis (Hot 100)                    | 3                  |